# Janne Korpi
Janne Korpi (né le 5 février 1986 à Vihti) est un snowboardeur finlandais spécialiste des épreuves techniques du Big Air, du Half-pipe et du slopestyle.

## Palmarès

### Jeux olympiques d'hiver
- Turin 2006 : 20e du Half-Pipe
- Vancouver 2010 : 24e du Half-Pipe
- Sotchi 2014 : 18e du slopestyle et 35e du half-pipe
- Pyeongchang 2018 : 28e du Half-Pipe

### Championnats du monde
- Championnats du monde de 2007 à Arosa (Suisse) :
  -  Médaille de bronze du Big-Air.
- Championnats du monde de 2013 à Stoneham (Canada) :
  -  Médaille de bronze du Slopestyle.

### Coupe du monde
- 3 gros globe de cristal :
  - Vainqueur du classement freestyle en 2012, 2013 et 2015.
- 3 petits globe de cristal :
  - Vainqueur du classement du big air en 2012.
  - Vainqueur du classement du slopestyle en 2015.
  - Vainqueur du classement du halfpipe en 2012.
- 19 podiums dont 11 victoires en carrière.

- Détail des victoires :
  - Half-Pipe de Kreischberg , le 9/01/2006.
  - Big-Air de Turin , le 14/02/2007.
  - Big-Air de Stockholm , le 17/11/2007.
  - Half-Pipe de Saas-Fee , le 31/10/2008.
  - Big-Air de Stockholm , le 22/11/2008.
  - Half-Pipe de Stoneham , le 22/01/2010.
  - Big-Air de Québec , le 23/01/2010.
  - Half-Pipe de Cardrona , le 28/08/2011.
  - Big-Air de Londres , le 29/10/2011.
  - Half-Pipe de Sierra Nevada , le 27/03/2013.
  - Half-Pipe de Ruka , le 13/12/2013.